# Unterpremstätten
Unterpremstätten là một đô thị thuộc huyện Graz-Umgebung bang Steiermark, nước Áo. Đô thị Unterpremstätten có diện tích 17,77 km², dân số thời điểm cuối năm 2008 là 3408 người.